# Podolsk
Podolsk (russisch Подо́льск, Transliteration Podol'sk) ist eine russische Großstadt in der Oblast Moskau, rund 40 km südlich von Moskau. Sie ist Verwaltungszentrum eines gleichnamigen Stadtkreises und hat rund 187.961 Einwohner (Stand 14. Oktober 2010).

## Geografie und Klima
Podolsk befindet sich im Zentrum der Osteuropäischen Ebene. Durch die Stadt fließt die Pachra (ein rechter Nebenfluss der Moskwa). Das Moskauer Stadtzentrum liegt etwa 43 km nördlich der Stadt.
Das Klima ist durchweg kontinental geprägt. Es sind aber auch Einflüsse durch Tiefdruckgebiete vom Atlantischen Ozean und vom Mittelmeer möglich, so dass es im Winter mild und im Sommer feucht werden kann.
Die Durchschnittstemperatur im Januar liegt bei etwa −10,5 °C, während sie im Juli 17,5 °C beträgt.

## Geschichte

### Frühe Geschichte
Die Region des heutigen Podolsk war bereits in der Mittelsteinzeit (7. Jahrtausend v. Chr.) besiedelt. Dies beweisen Ausgrabungen auf dem Stadt- und Stadtkreisgebiet, die von 1994 bis 1997 durchgeführt wurden und bei denen Gegenstände aus Knochen und Stein gefunden wurden. Die erste menschliche Siedlung dürfte sich in der Dubrowiza am Zusammenfluss der beiden Flüsse Desna und Pachra befunden haben. Heute befindet sich im Schutzgebiet Podolje (Подолье) an der Stadtgrenze das einzige mehrschichtige archäologische Denkmal der Moskauer Oblast, wo es Spuren der menschlichen Aktivität seit der Mittelsteinzeit gibt, also inklusive späterer Epochen wie Jungsteinzeit, Bronzezeit, Eisenzeit und frührussischer Zeit.
In der Eisenzeit siedelten finno-ugrische Völker (darunter der Stamm der Merja) und baltische Stämme auf dem Gebiet des heutigen Podolsk. Im Zuge von Ausgrabungen auf dem linken Ufer der Pachra wurden tönerne und eiserne Objekte gefunden und auf diese Epoche datiert. Die Funde beweisen, dass Geschirr aus Ton damals ohne Töpferscheibe gefertigt und im Lagerfeuer gebrannt wurde. Unter den Siedlungen der Eisenzeit sticht die finno-ugrische Siedlung Kusnetschiki heraus, die an der Petriza, einem Nebenfluss der Motscha, gelegen war. Hier wurden Reste von Häusern, Feuerstellen und keramischen Erzeugnissen, die alle auf die Djakowskaja-Kultur deuten, gefunden. Der finno-ugrische Einfluss bleibt bis heute an Ortsbezeichnungen sichtbar: der Name des Flusses Pachra ist auf diese frühgeschichtlichen Bewohner zurückzuführen.
Im neunten und zehnten Jahrhundert wurde das Territorium des späteren Podolski rajon durch slawische Stämme besiedelt, die in Nachbarschaft mit den Finno-Ugren lebten. Archäologische Funde von Ringen, Schmuck sowie auf Töpferscheibe gefertigter Keramik aus grauem und weißem Ton zeigen, dass im 10. bis 14. Jahrhundert die slawischen Wjatitschen hier siedelten. Auch diese Bewohner prägten Ortsnamen: die Namen der Flüsse Desna und Motscha stammen aus dieser Zeit. Desna bedeutet im Altrussischen rechts, was darauf hindeutet, dass die Slawen die Region von der Mündung der Pachra in Richtung ihrer Quelle erschlossen.
Die Frage der politischen Zugehörigkeit des Gebiets im 11. und 12. Jahrhundert ist umstritten. Im 19. Jahrhundert schloss der Historiker P. W. Golubowski nach Analyse der Gründungs- und Schenkungsurkunden des Fürsten Rostislaw, dass das Pachra-Becken im 12. Jahrhundert Teil des Smolensker Fürstentums war. Diese Schlussfolgerung basiert auf der Annahme, dass der in der Gründungsurkunde erwähnte Pogost Dobrjatina mit dem Ort Dobrjatina am Rande des heutigen Podolsk identisch sei. Gegen diese Version spricht, dass der Ort und Fürstensitz (Wotschina) Dobrjatina erst in der zweiten Hälfte des 14. Jahrhunderts entstand und seinen Namen den Dobrjatiner Bienenwäldern verdankt – die Zeidlerei war damals ein bedeutendes Gewerbe für die Bewohner der Region. In Chroniken aus dem zwölften Jahrhundert erscheinen Berichte über wjatitschische Städte, vor allem über das am Fluss Motscha gelegene und 1152 von Juri Dolgoruki gegründete Peremyschl Moskowski, das unweit des heutigen Podolsk lag. Bis zum 17. Jahrhundert verlor dieses Peremyschl aber seine Bedeutung und wird in den russischen Katastern dann nurmehr als umwallte Siedlung, nicht mehr als Stadt, bezeichnet.
Etwa in den siebziger Jahren des 14. Jahrhunderts fiel der östliche Teil des Smolensker Fürstentums, und damit auch das heutige Podolsk, an das Moskauer Fürstentum. Im Jahre 1559 wurde Dobrjatino zusammen mit seinen Dörfern (80 Dörfer und zwei Pogoste) dem Danilow-Kloster geschenkt. Die von Zar Iwan dem Schrecklichen ausgefertigte Schenkungsurkunde ist das erste historische Dokument, das über die Siedlungen auf dem Gebiet des heutigen Podolsk Auskunft gibt. Unter diesen Siedlungen befindet sich mit einem Dorf namens Podol auch der Vorläufer der Stadt Podolsk.
Die genaue Zeit der Entstehung dieses Ortes ist unbekannt, weil noch keine Ausgrabungen an den Orten, wo sich die ältesten Kulturgegenstände aus der Podolsker Geschichte befinden dürften, durchgeführt wurden. Gleichwohl darf man annehmen, dass dies an der Wende vom 15. zum 16. Jahrhundert oder vielleicht sogar davor geschah. Es ist nur bekannt, dass sich das Dorf etwa 50–80 m flussaufwärts von der heutigen Straßenbrücke über die Pachra befand. Aus der Schenkungsurkunde des Jahres 1559 geht hervor, dass in dem Ort namens anderes Strelnikowo einige Höfe aus Holz niedergerissen worden waren. Weiterhin kann man aus diesem Dokument schlussfolgern, dass das zukünftige Podol aus drei Teilen zusammengesetzt sein würde: dem eigentlichen Dorf Podol, dem Pogost an der Pachra mit der Christus-Auferstehungs-Kirche und einer Poststation.

### Das Dorf Podol
Während der Zeit der Smuta war auch das Dorf Podol Schauplatz kriegerischer Handlungen. Wenngleich dokumentarische Belege aus dieser Periode spärlich sind, berichtet eine Meldung aus dem Jahre 1606 von einer Schlacht zwischen Regierungstruppen und der Rebellenarmee von Iwan Bolotnikow: es gab einen Kampf mit räuberischen Leuten an der Pachra, und die räuberischen Leute wurden besiegt. Erhaltene Dokumente aus dem Dienstlistenamt geben an, dass im November 1606, also einen Monat nach der Schlacht, auch der Geistliche von Podol, Elisej, und der Bauer des Danilow-Klosters, Danil Mitrofanow, unter den Gefangenen waren. Genau aus diesem Jahr 1606 stammt auch die erste urkundliche Erwähnung des Dorfes Podol.
Gemäß den Kataster-Einträge der Jahre 1626–1628 war Podol bereits eine große Siedlung innerhalb der Besitzungen des Danilow-Klosters an der Pachra, und es übertraf den Umfang des Ackerlandes von Dobrjatino, das das Zentrum des klösterlichen Besitzes war, um das Doppelte. Angesichts dessen, dass das Ackerland von Podol zehnmal so groß wie das eines gewöhnlichen Dorfes war, darf man annehmen, dass der Ort und seine Ländereien sich bis zu den 50er Jahren des 16. Jahrhunderts formierte, und dass er sich außergewöhnlicher Stabilität erfreute.
Zur Mitte des 16. Jahrhunderts bestand Podol aus einer Straße, der großen Serpuchowsker Straße, an der beiderseitig Bauernhöfe standen und die in ihrer Mitte vom Fluss Pachra gekreuzt wurde. Die Kirche und der Pogost lagen innerhalb des Ortes, etwas östlich auf einem höher gelegenen Uferabschnitt (hier lagen, abgesehen von der Kirche, auch bis zu drei Höfe der Popen und Einsiedler). Aus dem Wachstum des Dorfes Podol stammt auch seine administrative Beziehung zum Pogost, wodurch sich die Siedlung bildete.
Das weitere Wachstum und die Entwicklung von Podol, das Teil des Molozker Stans im Moskauer Ujesd wurde, waren mit der Serpuchowsker Straße, die durch den Ort führte, unmittelbar verbunden. Auf diese Weise bildete Podol sich als ein Straßendorf heraus. Neben Ackerbau und Gemüseanbau widmeten sich die Bewohner auch dem Fuhrgewerbe, arbeiteten als Fährleute über die Pachra, betrieben Herbergen und Gaststätten, gewannen Baumaterial, Werkstein und Podolsker Marmor. Sie transportierten vor allem Nahrungsmittel nach Moskau, und brachten Manufakturprodukte aus Moskau zurück.
In den darauffolgenden Jahren gewann die Straße nach Serpuchow aufgrund des Konfliktes mit dem Khanat der Krim noch an strategischer Bedeutung und wurde eine sogenannte Botschafterstraße. So wuchs auch die Wichtigkeit des Ortes Podol als Umlageplatz. Am 30. März 1687, in der Hitze des Krimkrieges, wurde angeordnet, eine Postverbindung von Moskau nach Ochtyrka und Kolomak einzurichten, wovon die erste Poststation im Moskauer Kreml war, die zweite an der Pachra und die dritte in Podol unter dem Namen Pachra Tulskaja. Im Jahre 1696, als der Bau der russischen Flotte in den Werften von Woronesch begonnen hatte, wurde neuerlich zwischen Moskau und Woronesch eine Postlinie aufgebaut, die wiederum in Podolsk eine Station hatte. Die Rolle als Umschlagplatz blieb Podol bis zur Mitte des 18. Jahrhunderts erhalten. In den Jahren 1743 und 1744 plante man beispielsweise die Errichtung eines Reiseschlosses für eine Reise der Zarin Elisabeth nach Kiew. Man beschloss jedoch, die Baumaßnahmen zu Gunsten von Lebensmittelspeichern zu begrenzen.
Die günstige Lage des Ortes verhalf Podol zu raschem Wachstum. Von 1678 bis 1704 wuchs die Anzahl der Bauernhöfe von 43 auf 78; von 1626 bis 1766 wuchs die Fläche von Podol um das Vierfache. Die Bevölkerung wuchs dabei ausgesprochen stabil auf natürliche Weise und nicht durch Zuwanderung.
Im Jahre 1764 wurde die Fähre über die Pachra durch eine Schwimmbrücke ersetzt. Im gleichen Jahr wurden die klösterlichen Territorien säkularisiert und unter die Verwaltung des staatlichen Wirtschaftskollegiums gestellt (1764–1781). Die Einwohner fielen somit in die Kategorie der Ökonomiebauern, was ihre Lebensumstände im Vergleich zu ihrem früheren Status als leibeigene Bauern wesentlich verbesserte, da ihre Abgaben an den Staat deutlich niedriger waren als jene an die Kirche.
Im 18. Jahrhundert wurden in Podol die ersten steinernen Gebäude errichtet, allen voran die Kirche. Die Auferstehungskirche des 16. und 17. Jahrhunderts war aus Holz und gehörte zum einfachen Typ Kirche, der auf einem Blockbau mit einem Giebeldach basierte. Im Jahre 1722 brannte sie ab, so dass sich im Jahre 1728 der Klostervorsteher des Heiligen Moskauer Danilow-Klosters Igumen Gerasim und seine Brüder an das Synodenamt mit der Bitte wandten, auf dem Platz der einstigen Holzkirche eine neue Kirche aus weißem Werkstein bauen zu dürfen. Die Bauarbeiten zogen sich jedoch noch 40 Jahre hinaus. Bis in die 1780er Jahre existierte nur noch ein einziges weiteres Steingebäude im Ort, nämlich die Mälzerei auf dem linken Pachra-Ufer neben der Brücke.

### Entwicklung der Stadt bis zum 20. Jahrhundert

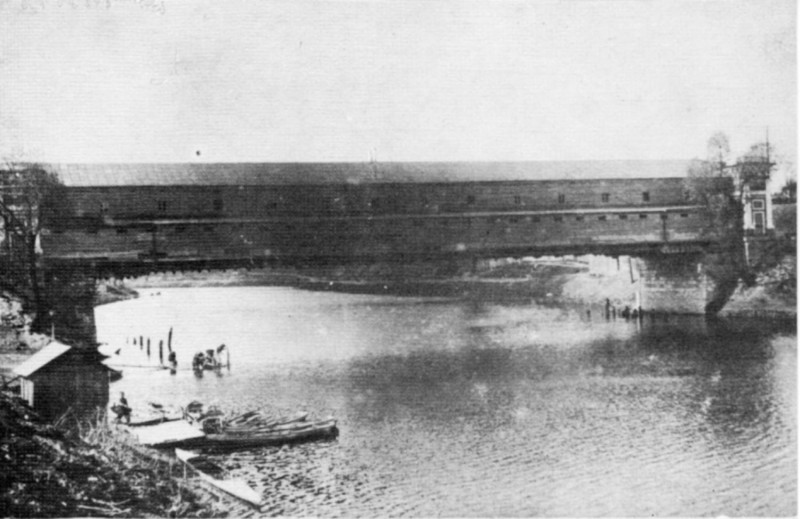
Holzbrücke über die Pachra, Beginn des 20. Jahrhunderts

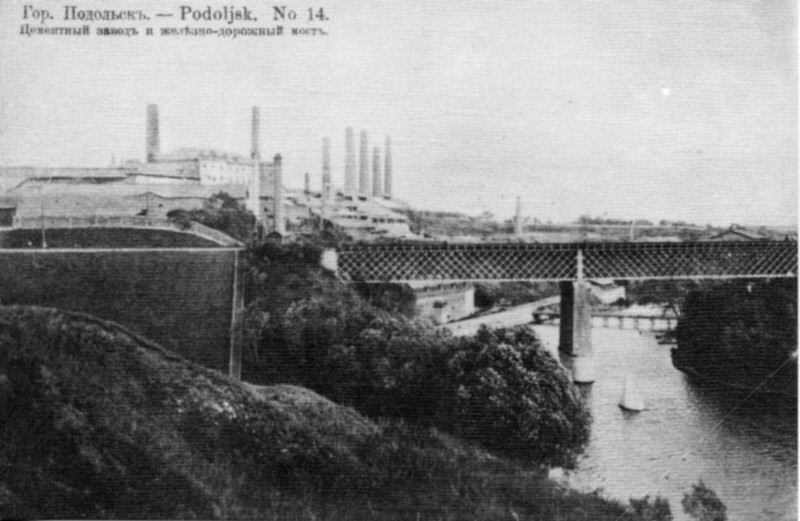
Zementfabrik (1875) und Eisenbahnbrücke, Beginn des 20. Jahrhunderts

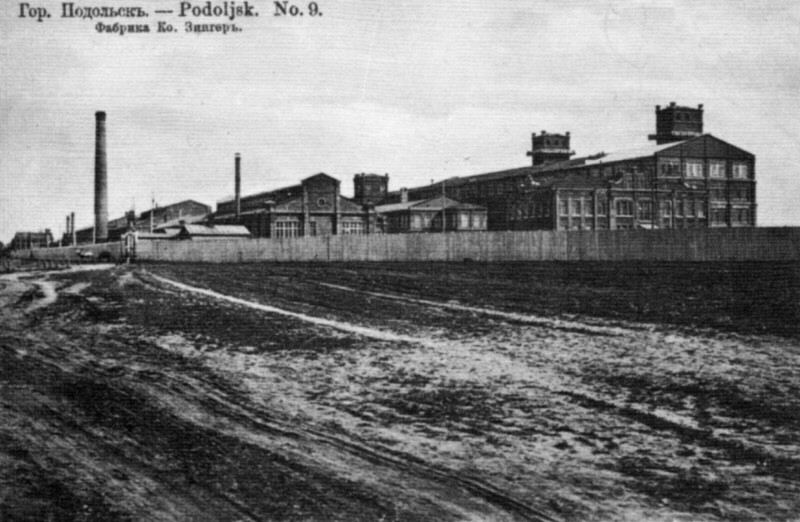
Das Singer-Werk am Beginn des 20. Jahrhunderts

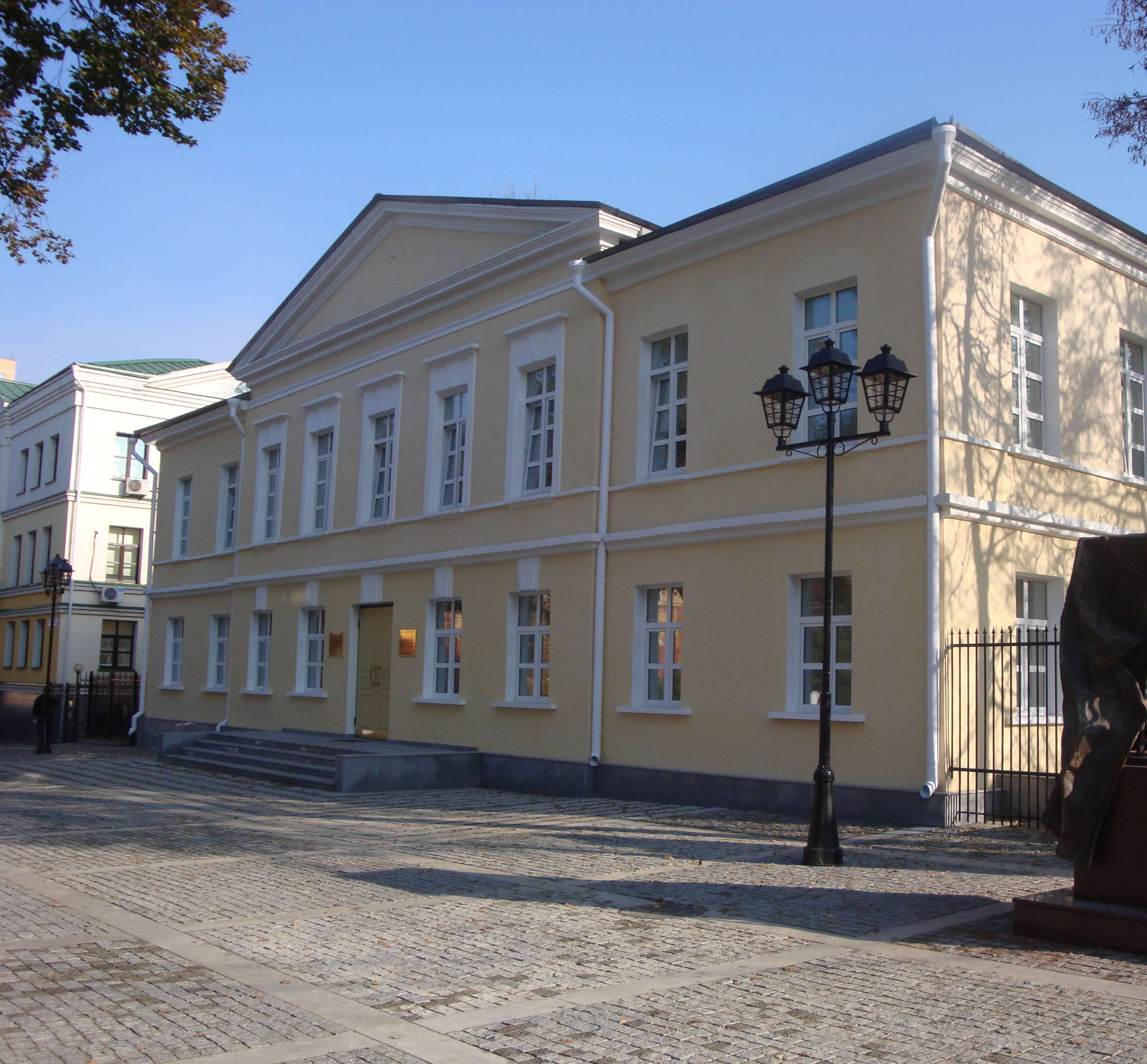
Das Heimatmuseum im ehemaligen Amtsgebäude und Denkmal für die Singer-Nähmaschine

Mit einem Erlass von Kaiserin Katharina II. vom 5. Oktober 1781 wurde die Gemeinde Podol zur Stadt erhoben, dies unter dem Namen Podol-Pechra. Es wurde zum Zentrum des Podolsker Kreises im Moskauer Gouvernement. Die Einheimischen und Bauern wurden als Kaufleute und Bürger registriert. Man zählte damals in der Stadt 108 Höfe und 856 Städter. Zu den Hauptbeschäftigungen der Einwohner zählte die Gewinnung von Schotter und Werkstein, aus dem zum Beispiel die berühmte Kirche zur Erscheinung der heiligen Jungfrau in Dubrowizy gebaut wurde. Ende 1781 bekam die Stadt ihr Wappen: zwei goldene Steinmetzwerkzeuge auf himmelblauem Boden, als Zeichen dafür, dass die Bewohner mit diesem Gewerbe zu Wohlstand kommen. Im Jahre 1782 wählte der Adel den Kammerherrn Alexander Semjonowitsch Wasiltschikow zu seinem Vertreter, ihm folgten Fürst Pjotr Michailowitsch Wolkonski und Kammerjunker Andrej Michailowitsch Katkow nach.
Am 16. Januar 1784 genehmigte Katharina II. den Entwurf einer Stadtplanung mit rechtwinkligem Straßennetz, der in Petersburg von einer Baukommission erarbeitet worden war und der die Unterschrift des Architekten Iwan Lem trug. Die Stadt wurde mit diesem Plan in 20 Viertel aufgeteilt. Obwohl der Plan eine professionelle Arbeit war, waren die Architekten mit dem Relief in der Umgebung von Podol nicht vertraut und hatten somit keine Kenntnis über die zahlreichen Schluchten und Abhänge. Auf Initiative des Moskauer Gouverneurs Lopuchin wurden daher Korrekturen am Plan vorgenommen: die Bebauung wurde um 150 Sashen (300 m) nach links verschoben, wo die Stadt ebener ist. Die Umsetzung des Generalplanes gab der Stadt ihr charakteristisches Aussehen, da die bereits existierende Siedlung Podol unverändert fortbestand, außerhalb auf unbebautem Land jedoch neue Bauwerke entstanden, vor allem öffentliche Gebäude wie Amtsgebäude, der Reisepalast von Katharina II. oder die Volksschule. Die Spuren der damaligen Planung sind auf der rechten Pachraseite erhalten, entlang der Moskauer Straße.
Trotz des höheren Status behielt Podol-Pachra bis zur zweiten Hälfte des 19. Jahrhunderts den Charakter einer Straßensiedlung, und nicht jenen einer Kaufmanns- und Manufakturenstadt. Trotzdem führte der neue Status zur Herausbildung von Verwaltungsorganen und einer neuen, gebildeten Schicht. Die Verbreitung von Bildung wurde durch die Gründung der Volksschule gefördert, einem der ersten öffentlichen Gebäude der Stadt, das nach einem Erlass von Katharina II. gebaut wurde. Im Jahre 1796 wurde Podol auf Erlass von Kaiser Paul I. zur kreisfreien Stadt, während die Poststation in den Ort Molodi verlegt wurde. Erst 1801 bekam die Stadt wieder eine Poststation und 1802 wurde sie infolge eines Erlasses von Alexander I. wiederum Sitz eines Ujesd. Während des Vaterländischen Krieges bzw. Napoleons Feldzug nach Russland lagerte die russische Armee von Feldmarschall Kutusow vom 6. bis 7. September 1812 in Podolsk, im heutigen Stadtbezirk Kutusowo. Kurz darauf wurde die Stadt von französischen Truppen eingenommen, wobei sie schwer beschädigt wurde. In Erinnerung an den Sieg im vaterländischen Krieg des Jahres 1812 wurde von 1819 bis 1832 die Dreifaltigkeitskathedrale erbaut, die sich im heutigen Stadtzentrum gegenüber dem Karl-Marx-Kulturpalast befindet.
Nach der napoleonischen Eroberung bildete sich schließlich die räumliche Struktur des Podolsker Stadtzentrums heraus. So wurden auf dem Gebiet neben der Kathedrale Marktreihen angelegt. Das Aufblühen der Steinarchitektonik wie auch des gesellschaftlichen Lebens fällt in die Zeit von Graf Arseni Sakrewski im Amt des Moskauer Generalsgouverneurs, der nahe Podolsk mit dem Ort Iwanowskje auch einen Besitz hatte. Zwischen 1894 und 1896 wurde der Stadtgarten (heutiger Kultur- und Erholungspark W. Talalichin) öffentlich zugänglich, nachdem bereits 1849 die ersten künstlichen Anpflanzungen in der Stadt vorgenommen worden waren: auf Anordnung von Sakrewski wurde im Stadtgarten der erste Baum, eine Silber-Pappel, gesetzt.
Die zwischen 1844 und 1847 angelegte Warschauer oder Brest-Litowsker Chaussee unterstützte die Entwicklung der Stadt noch mehr. Der Bau der Brücke über die Pachra war ein bedeutendes Ereignis. Die Pachra wurde bis dahin im Sommer auf einer Fähre überquert, im Winter fuhren die Fuhrwerke über das Eis. Von 1844 bis 1845 wurde nun eine einfeldrige Brücke projektiert, im Jahr 1862 setzte sich Kriegsminister Maljutin persönlich für ihren Bau ein. Die 1864 errichtete Holzbrücke hielt dann jedoch nur ein Jahr, bevor sie einstürzte. Die danach dem System des amerikanischen Ingenieurs Gow folgende Konstruktion hielt dann immerhin 60 Jahre. Zur Mitte des 19. Jahrhunderts war die Stadtfläche auf 106 ha angewachsen, im Jahre 1866 erhielt die wirtschaftliche Entwicklung der Stadt mit dem Bau der Eisenbahnlinie Moskau-Kursk einen weiteren Impuls.
Die Erträge aus dem Handel, die die existierenden Höfe erwirtschafteten, führten zur Entstehung erster Fabriken. Die bekanntesten davon waren die Kerzen- und die Lederfabrik, die im Jahre 1843 gegründet wurden, sowie die Brauerei und die Malzerei, die 1849 entstanden. In der ersten Hälfte des 19. Jahrhunderts blieb Podolski größtenteils eine Stadt der Händler und Kleinbürger, deshalb spielte der Handel noch eine Schlüsselrolle. In der zweiten Hälfte des 19. Jahrhunderts, nachdem sich genug Kapital angesammelt hatte, begann jedoch eine stürmische Entwicklung der Industrie.
Im Jahre 1871 wurde das Unternehmen Gubonin, Porochowstschikow & Co. gegründet, um eine Zementfabrik und eine Ziegelei aufzubauen. Dessen Eigentümer waren zwei Moskauer Unternehmer: der Besitzer der Steinbrüche am rechten Pachra-Rufer in der Dobrjatinsker Wolost des Podolsker Ujest, Gubonin sowie der Architekt und Bauherr Porochowstschikow. Im Jahre 1875 wurden die Fabriken, die auf 36 ha Fläche im Dorf Wypolsowo gebaut worden waren, in Betrieb gesetzt. Wenngleich die Werke in den ersten Jahren ihres Betriebes unrentabel waren, verbesserten sich die Geschäfte allmählich und bis zum Ende des Jahrhunderts wuchs die Produktionsmenge um das 17fache. Zement war das wichtigste Produkt, so dass Zement im Jahr 1913 einen Anteil von 95 % an den Gütern, die von Podolsk abtransportiert wurden, ausmachte. Aus Podolsker Zement wurden die Tribünen am Roten Platz in Moskau, das historische Museum oder die Moskauer Stadtduma gebaut.
Im Jahre 1900 erwarb der amerikanische Nähmaschinenhersteller Singer ein Grundstück in Podolsk und baute dort sein erstes Werk in Russland. Bis dahin hatte die seit den 1860er Jahren auf dem russischen Markt aktive Firma ihre Geräte importiert, wodurch die Maschinen bedeutend teurer waren; Motiv für Singer, sich in Podolsk anzusiedeln, war somit, die Produktion zu verbilligen. Die erste Maschine wurden bereits 1902 ausgeliefert. Das Werk wuchs bis zur Revolution des Jahres 1917 stark, so dass im Jahre 1917 bereits 37 Werkshallen bestanden, in denen mehr als 5000 Beschäftigte arbeiteten. Im Jahre 1915 wurde in eine der Werkshallen die Munitionsfabrik Semgor einquartiert, die man kriegsbedingt aus dem Baltikum evakuiert hatte. Der Bau eines Kabelwerkes wurde 1917 begonnen, aber aufgrund der Revolution nicht vollendet.
Parallel zum Wachstum der Industrieproduktion wuchs auch die Bevölkerung, so dass Podolsk unter den Städten des Moskauer Gouvernorates den höchsten Bevölkerungszuwachs aufwies. Die höhere Bevölkerungszahl und speziell ihre Dichte ermöglichte die Entwicklung sozialer Einrichtungen, vor allem im Gesundheits- und Bildungswesen. So stammen die ältesten Erwähnungen des Podolsker Ujesd-Krankenhauses aus dem Jahr 1866. Dieses war jedoch klein und verfügte nur über 42 Betten. Nach der Choleraepidemie des Jahres 1871 wurde es im Jahr 1880 durch ein zweites und 1882 durch ein weiteres Krankenhaus ergänzt, wobei letzteres fünf unabhängige Abteilungen, darunter eine für Geburtshilfe, besaß. Im Jahre 1887 öffnete das erste Progymnasium für Mädchen und im Jahr 1895 die Koslow-Kunstgewerbeschule.
Der Bau des Singer-Werkes und der weitere Anstieg der Industrieproduktion in Podolski erlaubte den Bau weiterer Einrichtungen, vornehmlich in Steingebäuden: die Stadt-Duma und eine Bank im Jahre 1910, ein Mädchengymnasium im Jahre 1903, das Krasnie-Rjadi-Gebäude, das Künstler-Kino des Kaufmannes Tolkuschew, das erste Kraftwerk im Jahre 1914, das Wasserleitungsnetz und im Jahr 1917 der nach Entwürfen von Wladimir Schuchow errichtete Wasserturm.

### Revolutionsjahre

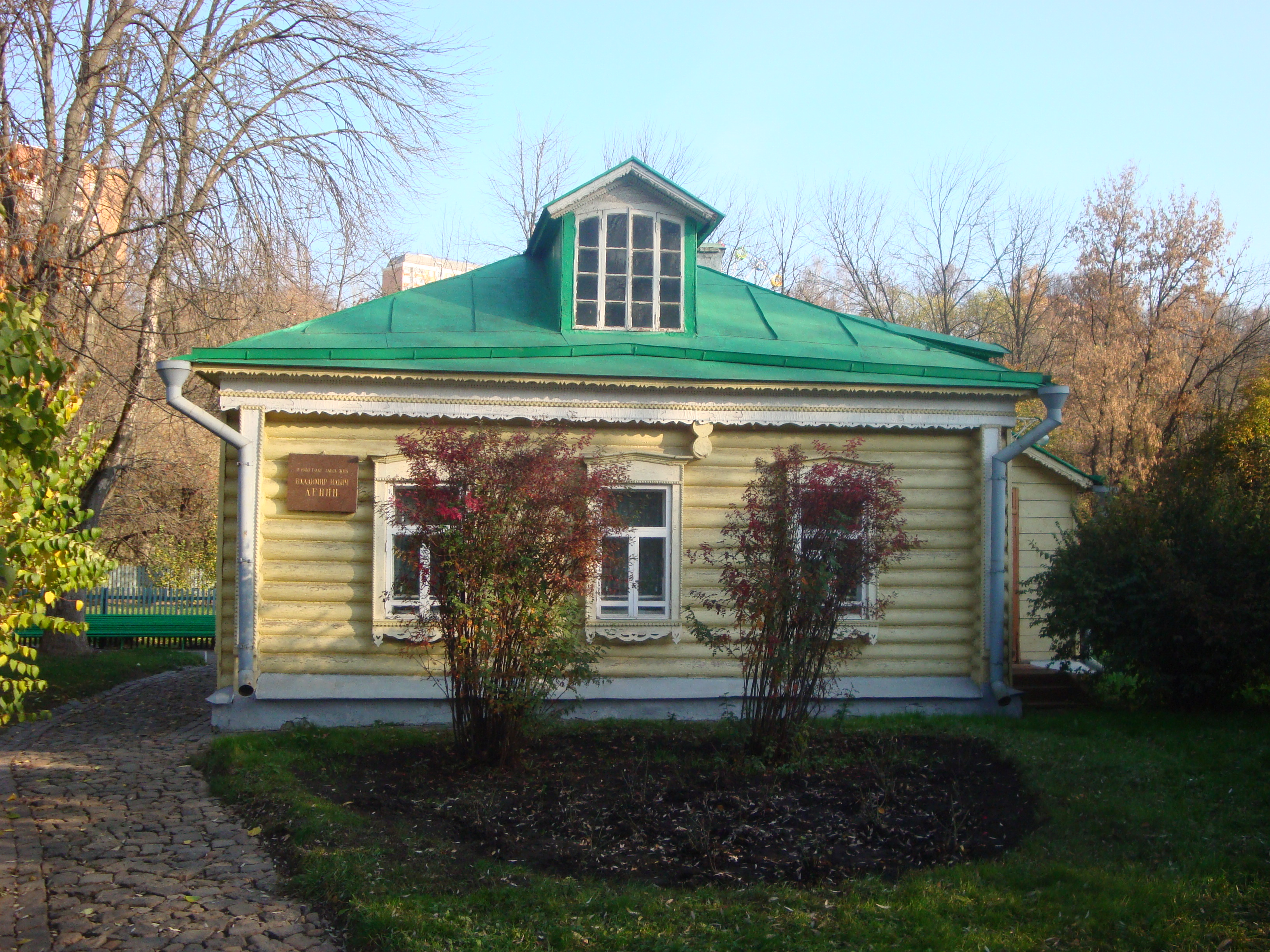
Lenin-Haus im Geschichts- und Naturpark Podolje

Trotz wirtschaftlicher Erfolge war die soziale und politische Lage am Ende der 1910er Jahre in Podolsk so angespannt wie im Rest Russlands. Die Neuausrichtung der Wirtschaft auf Kriegsgüter, die Verlängerung des Arbeitstages, Unterbrüche in der Lebensmittelversorgung und andere Faktoren führten zu wachsender Unzufriedenheit der Arbeiter. Über Krankenkassen, Theatergruppen und Kooperativen kam bolschewistisches Gedankengut in die Stadt. In der Nacht auf den 28. Februar 1917 drangen die ersten Nachrichten über den Sturz der Monarchie nach Podolsk, so dass bereits am folgenden Tag etwa 7000 Menschen für die Arbeiter Petrograds und Moskaus demonstrieren gingen.
Am gleichen Tag wurde der aus 150 Deputierten bestehende Podolsker Sowjet gegründet, dessen erster Vorsitzender der Bolschewiken N. G. Tschizhow wurde. Es wurden jedoch auch Menschewiken, Sozialrevolutionäre und Anarchisten in den Sowjet gewählt. Mit Hilfe von Soldaten wurde die Polizei aufgelöst und durch eine Volksmiliz ersetzt. Am 22. März führte der Sowjet den 8-Stunden-Arbeitstag ein und Werkskomitees wurden gegründet. Als die Provisorische Regierung die Finanzierung der Arbeit des Sowjets verweigerte, führte man auch in Podolsk die Selbstbesteuerung ein, in deren Rahmen die Arbeiter 0,5 bis 2 % in den Fonds des Sowjets einzahlten. Auch die Provisorische Regierung gründete ein Machtorgan in Podolsk: das Ujesd-Komitee der gesellschaftlichen Organisationen.
Parallel dazu festigten die Bolschewiken ihre Position und ihre Anhängerschaft vergrößerte sich. Anfang März wurde die Gründung des Ujest-Komitees der Sozialdemokratischen Arbeiterpartei Russlands beschlossen und Mitte März umgesetzt. Somit nahm die Revolution auch hier eine Wendung von bürgerlich-demokratischer auf sozialistische Richtung. Im Juli erschien mit den Nachrichten des Podolsker Arbeiter- und Soldatensowjets die erste Parteizeitung, der heutige Podolsker Arbeiter.
Die revolutionären Tendenzen der Arbeiter verstärkten sich im Laufe des Sommers, worauf die meisten Unternehmer der Moskauer Region mit der Schließung ihrer Fabriken reagierten. Vor diesem Hintergrund beschloss der Podolsker Sowjet am 8. Juni 1917 eine Reihe von Krisenmaßnahmen, unter anderem eine Arbeiterbörse. In die gleiche Zeit fällt die Verschlechterung der Beziehungen zwischen Bolschewiki und Menschewiki, die bis anhin eine passive Haltung eingenommen hatten. Zum endgültigen Bruch kam es am 7. Juli, als die Podolsker Menschewiki die Schüsse auf eine Friedensdemonstration in Petrograd befürworteten.
Im September 1917 wurden in Podolsk Wahlen zum Semstwo des Ujesdes abgehalten. Die Bolschewiken errangen hierbei 15 von 42 Sitzen der Semstwo, wobei sie in der Stadt Podolsk drei Viertel der Stimmen bekamen. Die Macht des Sowjets, und damit der ihn kontrollierenden Bolschewiki, wuchs allmählich. Dadurch verschärften sich die Widersprüche mit den Gegnern der Revolution. So drohte etwa Ujest-Kommissar Gruglikow, die Bolschewiki-Fraktion im Ujest-Semstwo zu verhaften und unternahm Versuche, sie zu entwaffnen. In der Nacht auf den 25. Oktober telegrafierte der Podolsker Abgeordnete zur Zweiten allrussischen Tagung der Arbeiter- und Soldatensowjets, dass die sozialistische Revolution begonnen hatte. Am 25. Oktober wurde auf einer Sitzung des Podolsker Arbeiter- und Soldatensowjets beschlossen, die bürgerliche Provisorische Regierung abzusetzen und alle Macht den Sowjets zu übertragen. Auf der gleichen Sitzung wurde ein Revolutionskomitee gewählt, das einen Plan zur Machtergreifung ausarbeitete. Dieser Plan wurde ohne Widerstand umgesetzt, in Moskau konnte sich jedoch die Provisorische Regierung noch an der Macht halten. Das Podolsker Revolutionskomitee entschied, sich Ultimaten aus Moskau nicht zu beugen, und unterband alle Versuche von Beamten der abgesetzten Regierung, die Kontrolle über die Stadt zurückzubekommen. Am 29. Oktober wurden alle Industriebetriebe stillgelegt und eine Truppe Freiwilliger zu den Kämpfen nach Moskau entsandt. Erst als die Sowjets auch in der Hauptstadt die Macht übernommen hatten, konnten sie sich in Podolsk endgültig behaupten.

### Sowjetische Periode
Die ersten Jahre nach dem Sturz der Monarchie waren für Podolsk ziemlich schwierig: die Industrieproduktion ging zurück, die Arbeitslosigkeit wuchs, die Probleme in der Lebensmittelversorgung und dem Transportwesen blieben ungelöst. Das Podolsker Ujest-Komitee der kommunistischen Partei übernahm über den Umweg der Sowjets die Kontrolle über die lokalen Industriebetriebe. Der Aufbau der sozialistischen Wirtschaft bedeutete für die Podolsker Unternehmen zuerst einmal die Verstaatlichung. Das Unternehmen SINGER hatte im Jahre 1917 ihr Werk an die Provisorische Regierung vermietet, im November 1918 wurde es durch die Sowjetmacht verstaatlicht, was zur Unterbrechung der Produktion führte. Die ersten sowjetischen Nähmaschinen wurden dann erst im Jahre 1924 ausgeliefert. Auch die Zement- und Munitionswerke wurden verstaatlicht.
In Podolsk wird eine Wiederaufarbeitungsanlage für abgebrannte Kernbrennstoffelemente betrieben. Zudem ist die Stadt Sitz des Kernreaktoren-Konstruktionsbüros OKB Gidropress.

### Bevölkerungsentwicklung
| Jahr | Einwohner |
| ---- | --------- |
| 1897 | 3.798     |
| 1926 | 19.793    |
| 1939 | 72.409    |
| 1959 | 129.429   |
| 1970 | 168.706   |
| 1979 | 201.769   |
| 1989 | 209.178   |
| 2002 | 180.963   |
| 2010 | 187.961   |

Anmerkung: Volkszählungsdaten

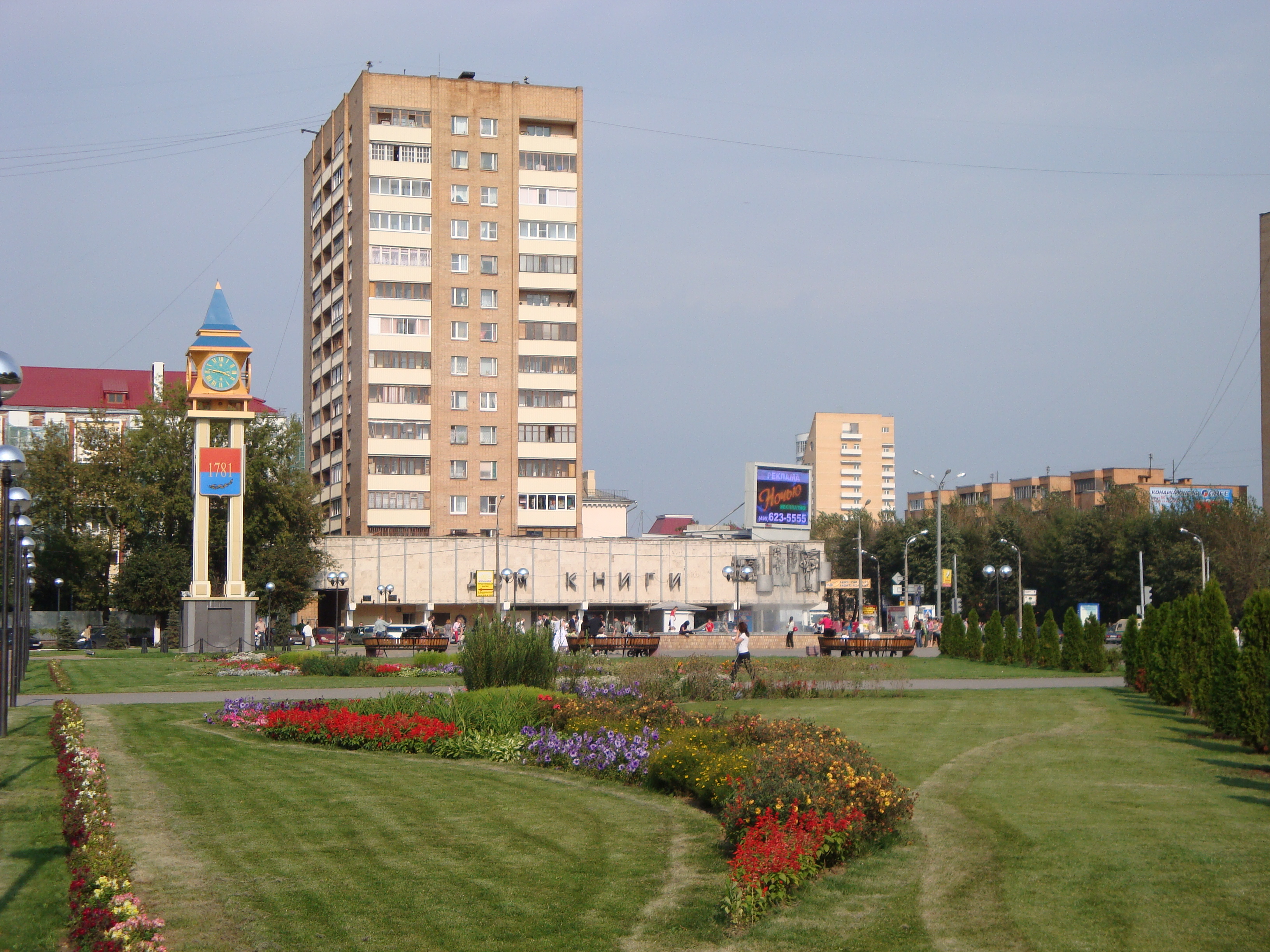
Lenin-Platz in der Gegenwart

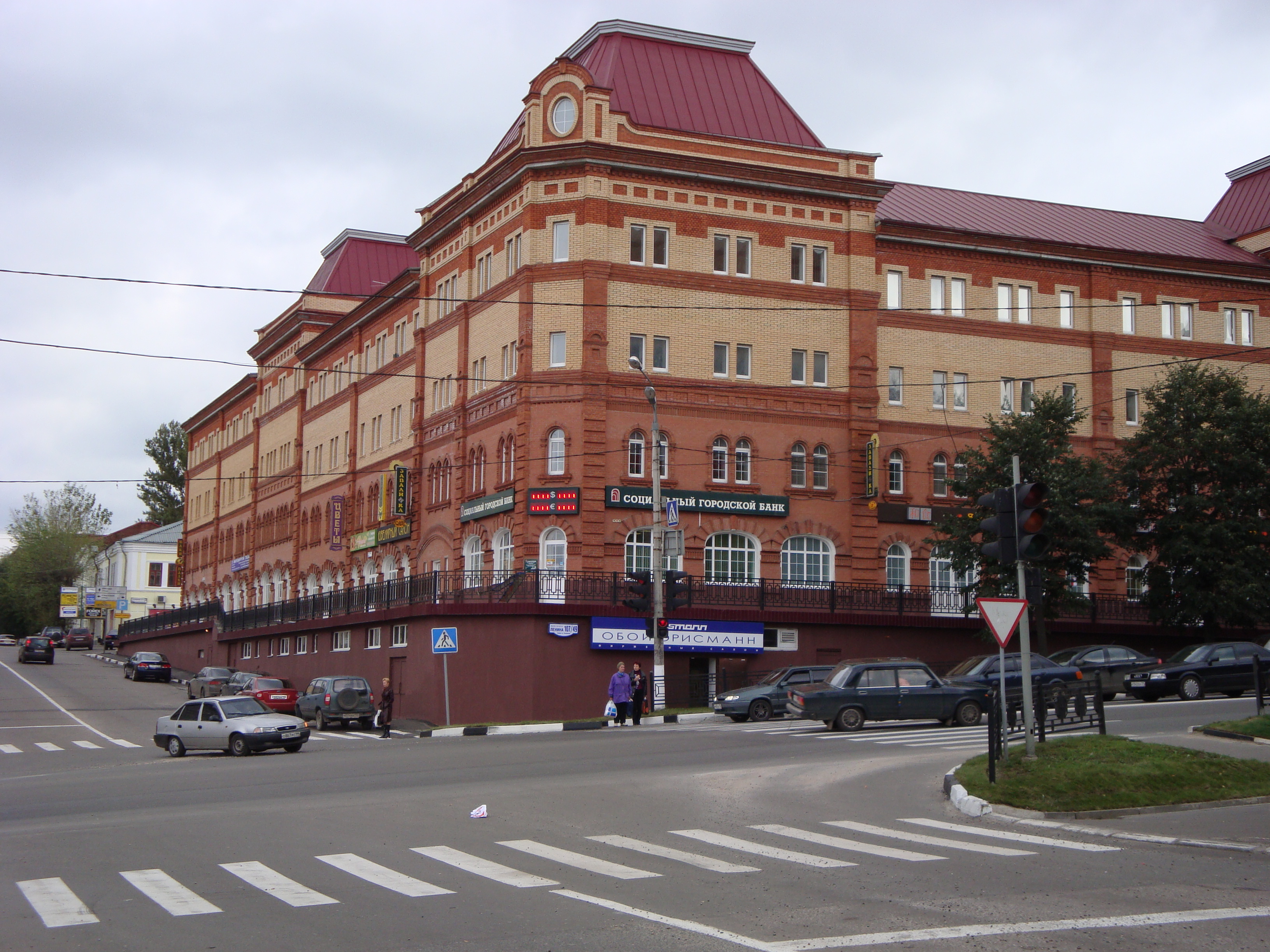
Restaurierte Gebäude im historischen Stadtzentrum

Im Jahr 2007 wurden in Podolsk 1972 Kinder geboren, davon 1040 Mädchen und 932 Jungen. Die durchschnittliche Lebenserwartung in der Stadt betrug 67 Jahre. Frauen wurden durchschnittlich 73 und Männer 61 Jahre alt.

## Verkehr

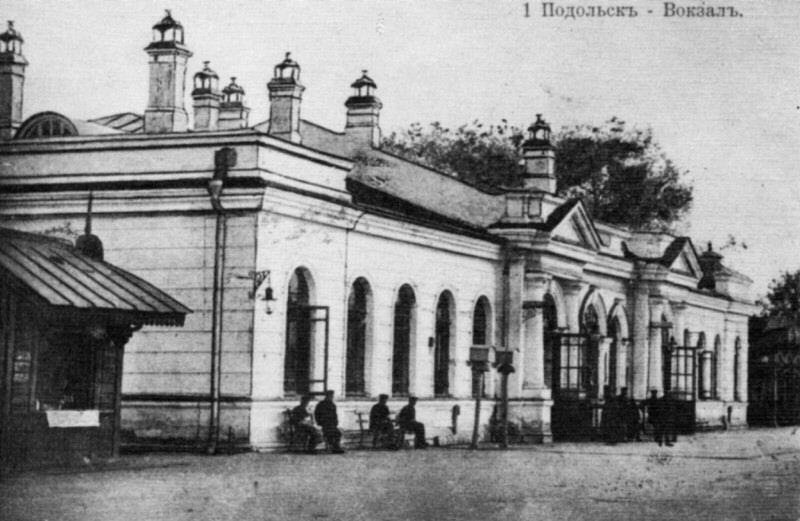
Der Bahnhof Podolsk im Jahre 1889

Podolsk wurde im Jahre 1865 mit dem Bau der Bahnlinie Moskau-Kursk, die im Jahre 1871 fertiggestellt wurde, mit der Hauptstadt verbunden. Die steinerne Bahnstation, die man erst 1898 in zwei Kilometern Entfernung von der Stadt beim Dorf Scheptschinki, heute einem der Stadtteile von Podolsk, nach Plänen von E. J. Skornjakow baute, ersetzte ein damals existierendes Holzgebäude. Der Bau der Eisenbahn hatte einen großen Einfluss auf die Entwicklung und die Wirtschaft der Stadt. Das Fuhrgeschäft mit Pferdekutschen schrumpfte, man legte eine gepflasterte Straße vom Bahnhof in die eigentliche Stadt an, die Entwicklung der Industrie erhielt einen Impuls.
Heute verläuft die Bahnlinie Moskau-Charkow-Krim durch Podolsk, wobei es im Stadtgebiet die Haltepunkte Silikatnaja und Kutusowskaja sowie den Bahnhof Podolsk gibt. In Podolsk halten alle Regionalzüge, einige Linien enden in der Stadt. Es gibt direkte Verbindungen über Moskau hinaus in Richtung Riga und Smolenskoje sowie nach Belarus. Die Fahrt vom Bahnhof Podolsk zum Bahnhof Zarizyno (nächste Station mit Anschluss an die Moskauer Metro) dauert 25 bis 30 Minuten. Fernzüge halten nicht in Podolsk.
Auf dem Bahnhofsvorplatz befindet sich der Busbahnhof, von dem Busse und Sammeltaxis nach Moskau zu einer Reihe von U-Bahn-Stationen abfahren. Darüber hinaus gibt es Linien, die direkt die einzelnen Bezirke der Stadt mit Moskau verbinden. Vom Busbahnhof fahren weiterhin Busse in andere Städte der Moskauer Oblast und Stadtteile von Moskau wie Domodedowo, Troizk, Schtscherbinka, Widnoje, Tschechow sowie zu Dörfern des Stadtkreises Podolsk ab. Die Magistrale M2 „Krim“ führt einen Kilometer östlich an Podolsk vorbei, die alte Warschauer Chaussee führt durch die Stadt.
Podolsk verfügt über öffentlichen Verkehr mit Bussen und Trolleybussen. Podolsk ist eine der wenigen Städte in Russland, wo derzeit Trolleybuslinien gebaut werden: der Trolleybusverkehr wurde am 1. Mai 2001 mit einer Verbindung vom Bahnhof Podolsk zum Außenbezirk Jubilejny eröffnet. Heute verkehren vier Trolleybuslinien und ein paar Dutzend Buslinien. Im Jahr 2008 hat das Unternehmen Podolski Trolleybus 13,3 Millionen Menschen befördert, darunter 6,9 Millionen Personen mit ermäßigten Tarif. Die führenden Unternehmen des öffentlichen Verkehrs in der Stadt sind Awtokolonna 1788, eine Tochter von Mostransawto, Podolski Trolleybus und Awtomig. Im Jahre 2008 beförderten sie mehr als 30 Millionen Menschen, darunter 11,8 Millionen Passagiere mit ermäßigten Tarif. Die Gesamtlänge des städtischen öffentlichen Verkehrsnetzes betrug zur gleichen Zeit 1137,9 km.

## Religionen

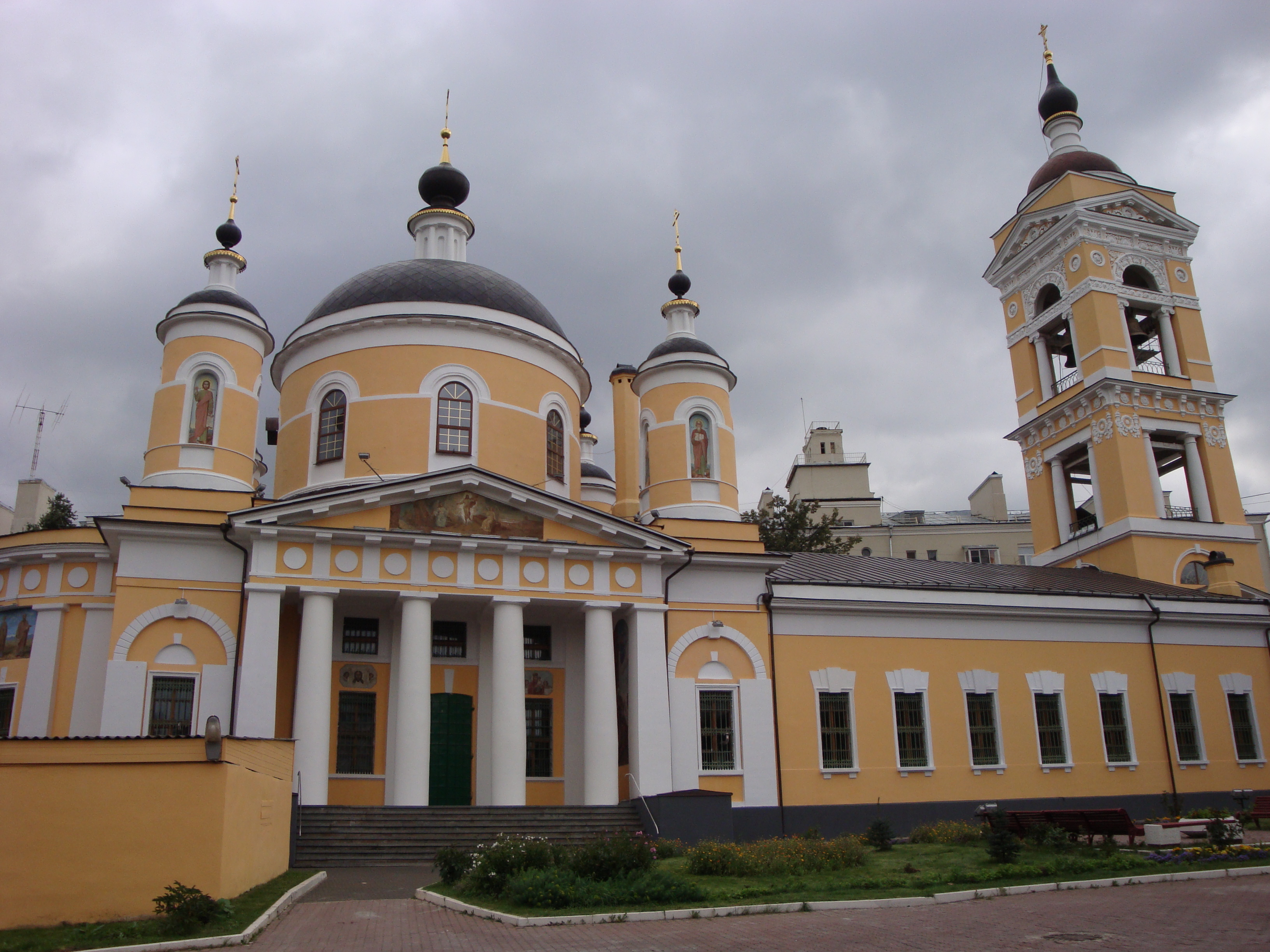
Die russisch-orthodoxe Dreifaltigkeitskathedrale in Podolsk

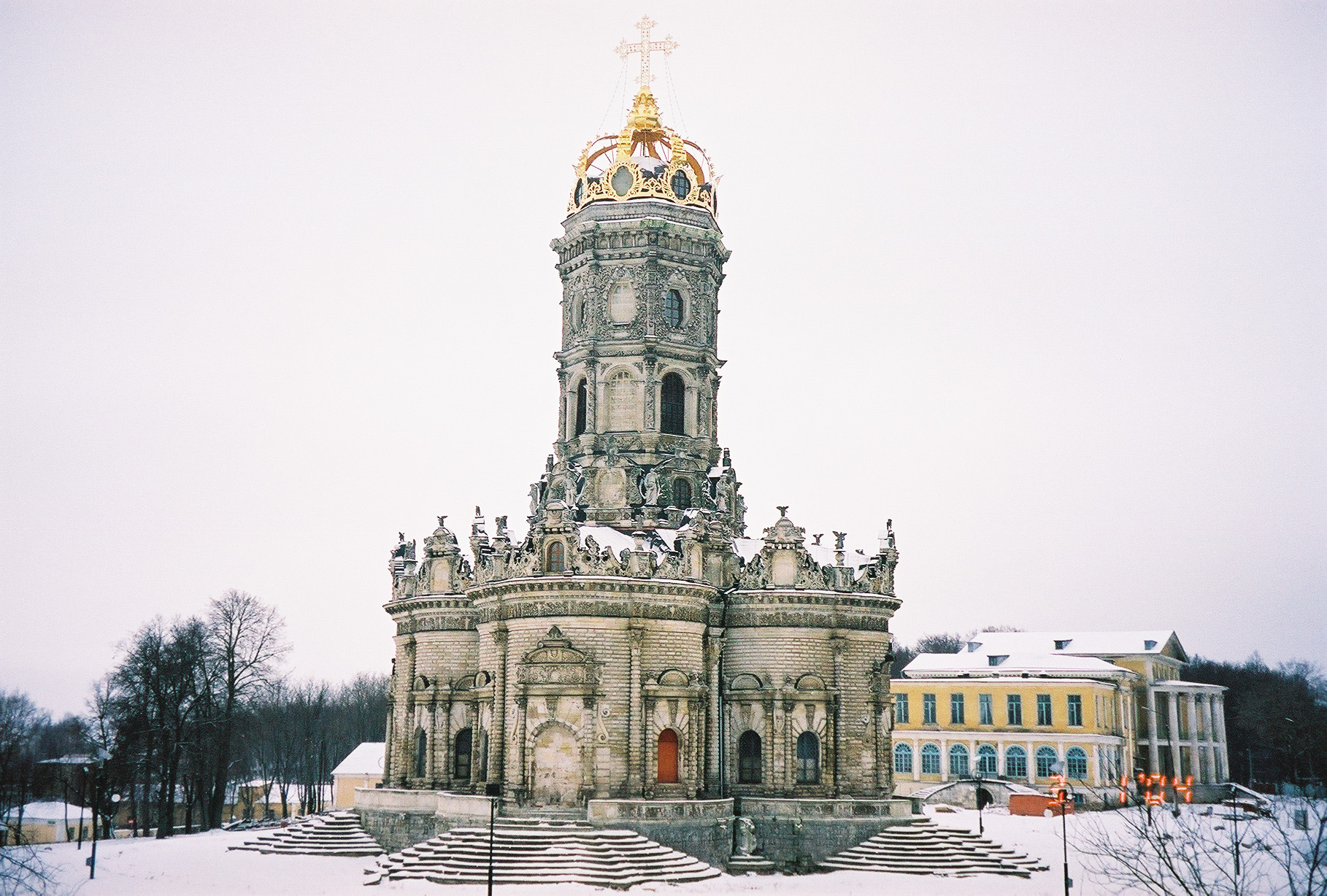
Eine Kirche in Podolsk

In Podolsk gibt es einige religiöse Gemeinschaften, die meisten davon sind christlicher Konfession. Die mit Abstand größte christliche Konfession in der Stadt ist die Russisch-Orthodoxe Kirche. Die russisch-orthodoxen Kirchen in Podolsk sind der Moskauer Eparchie unterstellt.
Weitere in Podolsk vertretene christliche Religionsgemeinschaften sind die Siebenten-Tags-Adventisten und die Kirche Jesu Christi der Heiligen der Letzten Tage.
Seit 1998 gibt es in Podolsk eine russischsprachige islamische Gemeinschaft namens „Rachman“, die der Geistlichen Verwaltung der Muslime des Europäischen Teils Russlands (Muftirat) untersteht. Die Moschee dieser Gemeinde wurde am 4. Juni 2010 eröffnet.

## Kultur und Sehenswürdigkeiten

### Theater und Museen
Podolsk verfügt über mehrere Schauspielhäuser und Kinos sowie über eine Philharmonie.
Auch sind in der Stadt das Heimatmuseum sowie das Museumsreservat „Podolje“ zu finden. Das Museumsreservat bietet archäologische Funde auf dem Gebiet und historische Gebäude sowie das Wohnhaus der Familie des Revolutionärs Wladimir Lenin.

### Bauwerke

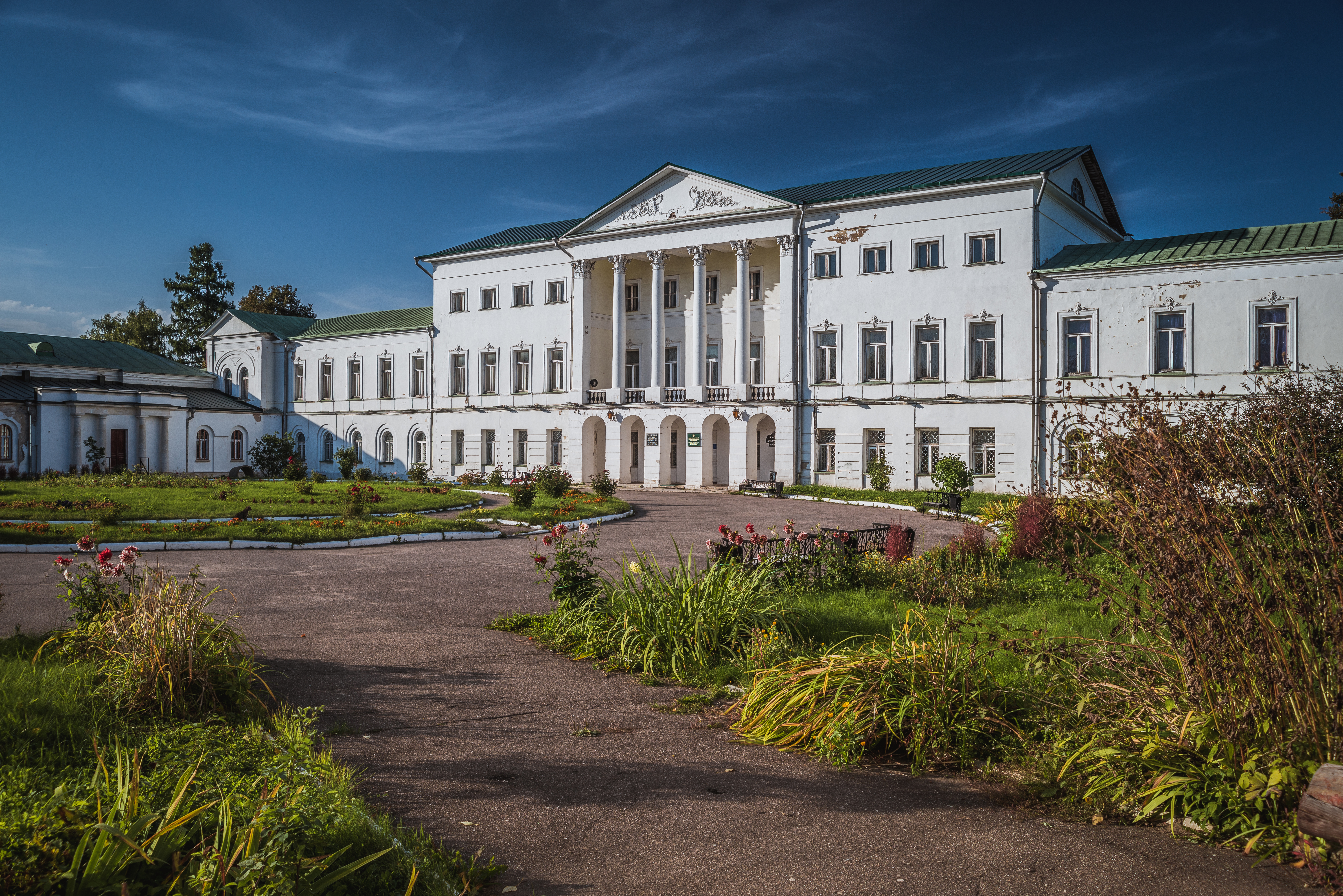
Das Anwesen Iwanowskoje

#### Anwesen Iwanowskoje
Das Anwesen Iwanowskoje wurde Anfang des 19. Jahrhunderts unter Fjodor Tolstoi umgebaut. Sein Bruder Ilja ist der Großvater des Schriftstellers Lew Tolstoi.
Heute befindet sich im Gebäude ein Museum für Berufsbildung.

### Straßen und Plätze

#### Kirow-Straße
Die Kirow-Straße ist eine der Hauptstraßen der Stadt, die nach dem Revolutionär Sergej Kirow benannt wurde. Auf der Straße befinden sich mehrere Sehenswürdigkeiten und wichtige Gebäude wie das Zentralarchiv des Verteidigungsministeriums der Russischen Föderation.

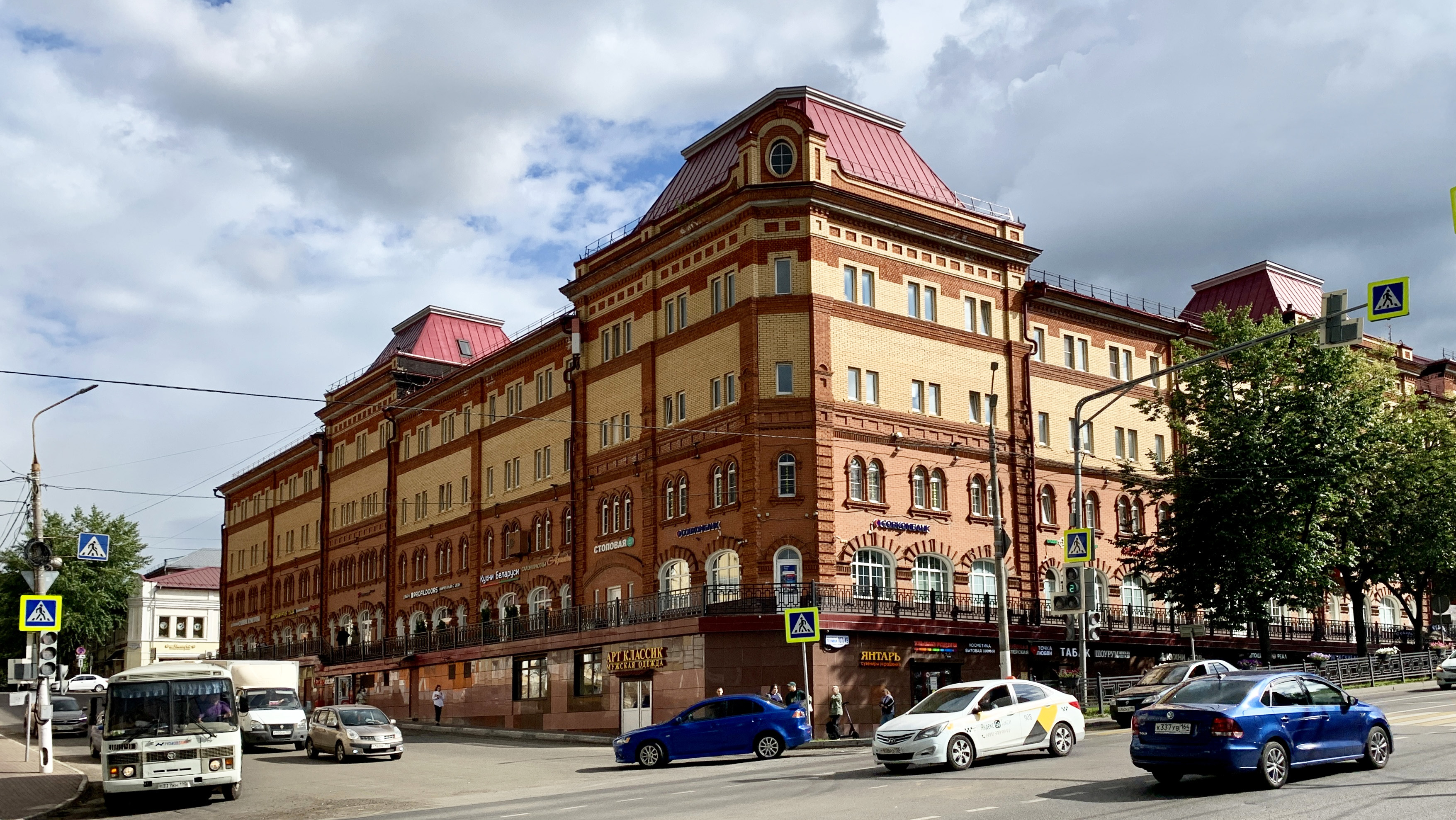
Das Einkaufszentrum „Rote Reihen“

#### Lenin-Allee
Der Lenin-Allee, benannt nach dem Revolutionär Wladimir Lenin, ist eine der Hauptstraßen. Auf der Allee befindet sich das Einkaufszentrum „Rote Reihen“.

#### Lenin-Platz
Der Lenin-Platz, ebenfalls benannt nach dem Revolutionär Wladimir Lenin, ist einer der Hauptplätze der Stadt. Auf dem Platz befindet sich eine Kapelle mit dem Wappen der Stadt. Außerdem bietet der Platz eine 1958 von Sair Asgur erbaute Lenin-Statue.

### Parks

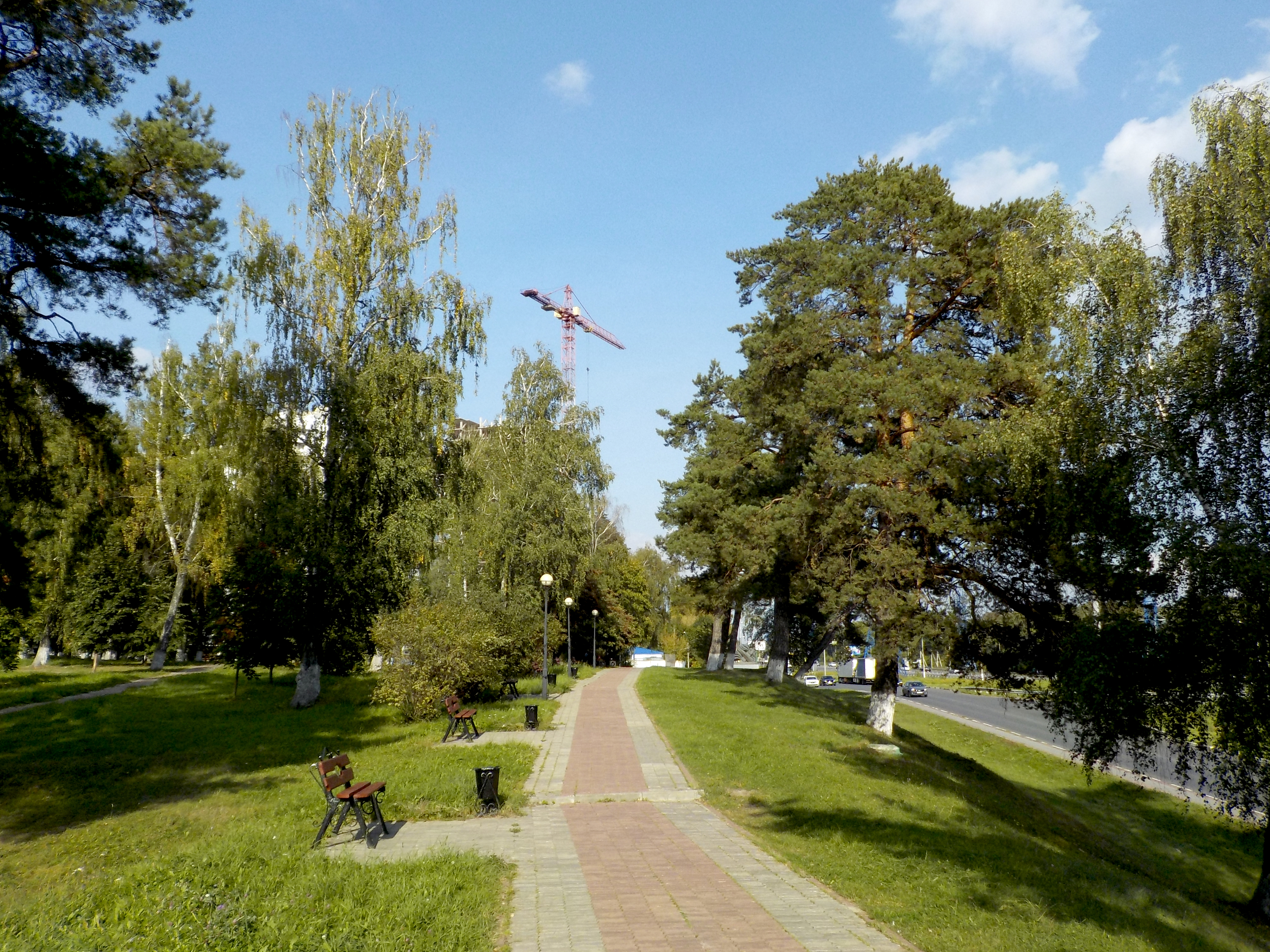
Puschkin-Allee im Talalichin-Park

#### Talalichin-Park
Der Talalichin-Park ist ein Freizeit- und Erholungspark mit mehreren Aktivitäten wie Kinderattraktionen oder einem Cafe. Er wurde nach dem sowjetischen Pilot Wiktor Talalichin benannt, der bei Podolsk bei einem Luftkampf ums Leben kam.
Außerdem befindet sich auf dem Gebiet eine Bühne sowie ein Strand an dem Fluss Pachra. Der Park verfügt über eine Statue des Schriftstellers Michail Lermontow.

## Partnerstädte

### National
- Engels, Oblast Saratow
- Malojaroslawez, Oblast Kaluga

### International
- Amstetten, Österreich
- Bar, Montenegro
- Bălți, Moldau
- Ochrid, Nordmazedonien
- Baryssau, Belarus
- Wanadsor, Armenien
- Kawarna, Bulgarien
- Kladno, Tschechien
- Niederkartlien, Georgien (wirtschaftliche Zusammenarbeit)
- Sochumi, Abchasien, Georgien
- Saint-Ouen-sur-Seine, Frankreich
- Verbandsgemeinde Trier-Land, Deutschland
- Hengyang, Volksrepublik China
- Schumen, Bulgarien

### Ehemalige Partnerstädte
- Czernowitz, Ukraine
- Bila Zerkwa, Ukraine

## Söhne und Töchter der Stadt
- Arkadi Boizow (1923–2000), Generalmajor
- Lew Koroljow (1926–2016), Informatiker
- Valentin Turtschin (1931–2010), sowjetischer und später US-amerikanischer Mathematiker und Informatiker
- Wladislaw Agafonnikow (* 1936), Komponist und Musikpädagoge
- Wiktor Arbekow (1942–2017), Motocross-Rennfahrer und Weltmeister[33]
- Igor Sergun (1957–2016), Generaloberst
- Andrei Smoljakow (* 1958), Schauspieler
- Sergei Makarow (* 1973), Speerwerfer
- Anton Krasowski (* 1975), Aktivist und Propagandist
- Michail Puljajew (* 1987), Judoka
- Iouri Podladtchikov (* 1988), Schweizer Snowboarder
- Wiktorija Kuleschowa (* 1992), Boxerin[34]
- Bogdan Makarow (* 1992), Metalmusiker und Multiinstrumentalist
- Roman Safiullin (* 1997), Tennisspieler
- Iwan Oleinikow (* 1998), Fußballspieler
- Ilja Tschuikow (* 1998), Eishockeyspieler
- Mark Kondratjuk (* 2003), Eiskunstläufer

## Sport
Zu den bekanntesten Sportvereinen der Stadt gehört der Eishockey-Club HK Witjas Podolsk, der am Spielbetrieb der Kontinentalen Hockey-Liga (KHL) teilnimmt. Seine Heimspielstätte ist die 2000 fertiggestellte Mehrzweckhalle Eispalast Witjas, die knapp 5500 Zuschauerplätze zu bieten hat und außer für Eishockeyspiele auch für Konzerte und andere öffentliche (Sport-)Veranstaltungen mit einer Kapazität bis zu 6800 Plätzen genutzt wird.
Mit FK Awangard Podolsk und FK Witjas Podolsk verfügte die Stadt über zwei Fußballvereine, die in der 2. Division spielten.
Hier wurden die Boxweltmeisterschaften der Frauen 2005 ausgetragen.